# Assenhausen

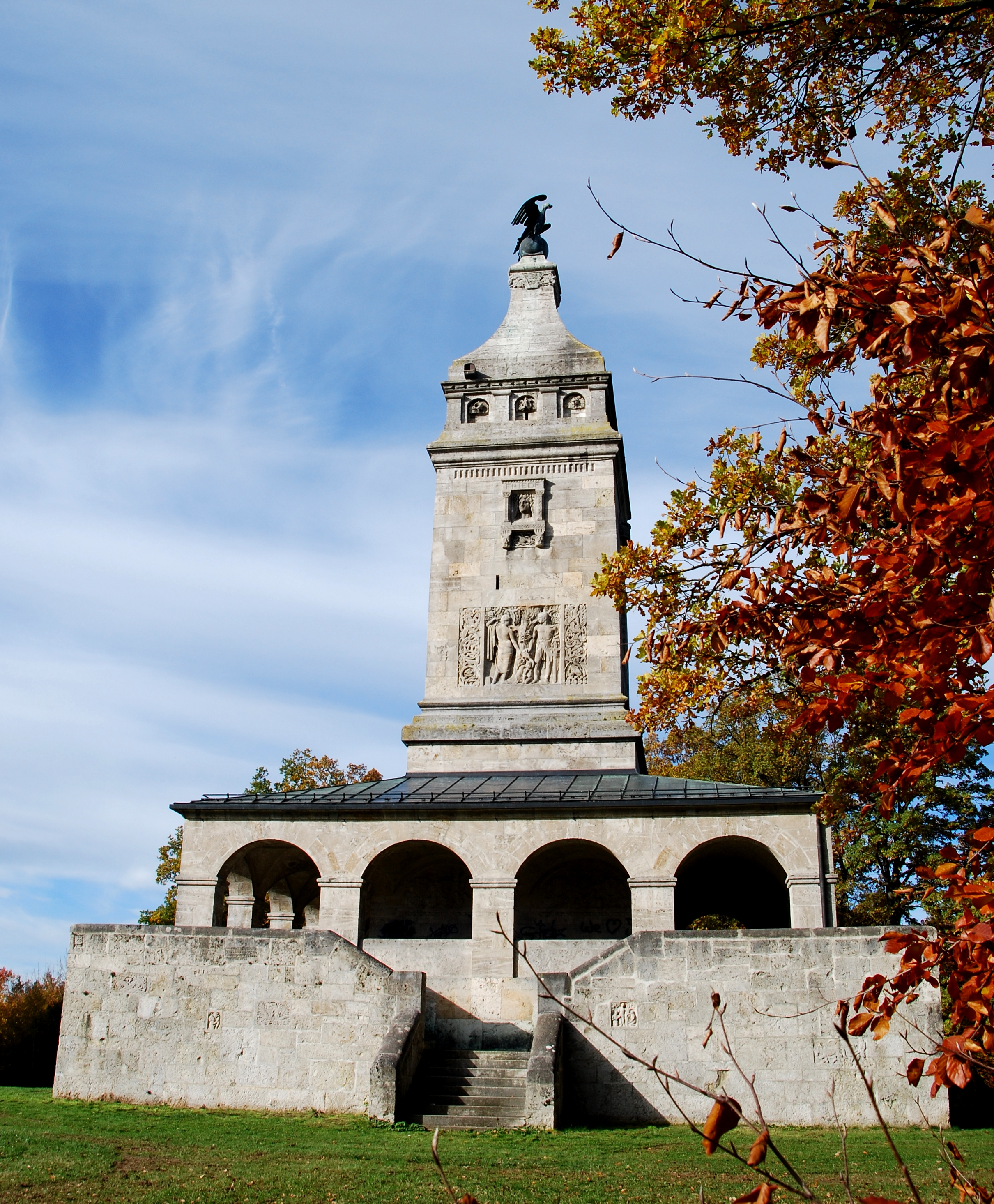
Der Bismarckturm bei Assenhausen

Assenhausen ist ein Gemeindeteil von Berg im oberbayerischen Landkreis Starnberg. Das Dorf liegt am Starnberger See. 

## Baudenkmäler
- Bismarckturm